# Déboucheur

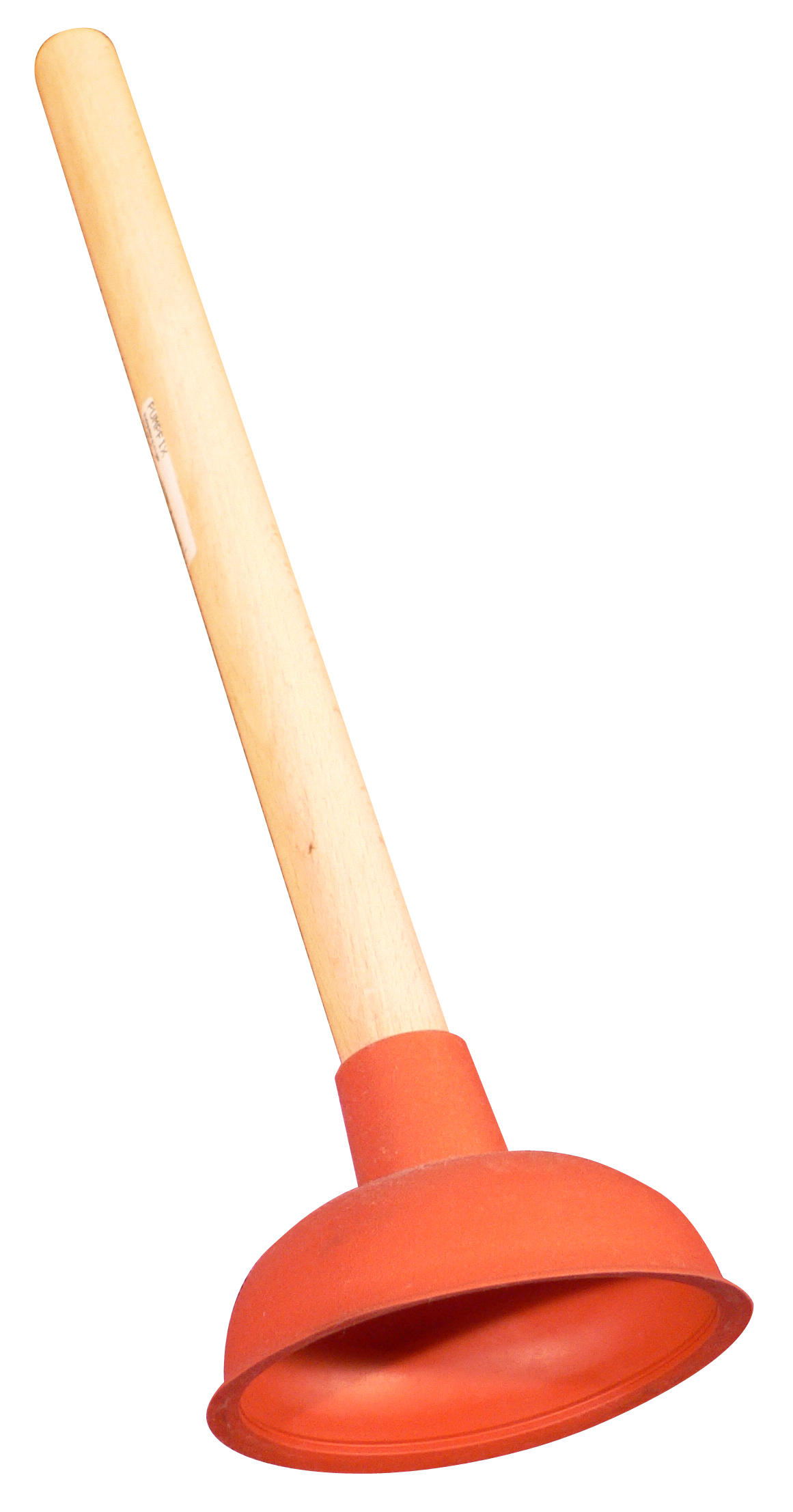
ventouse

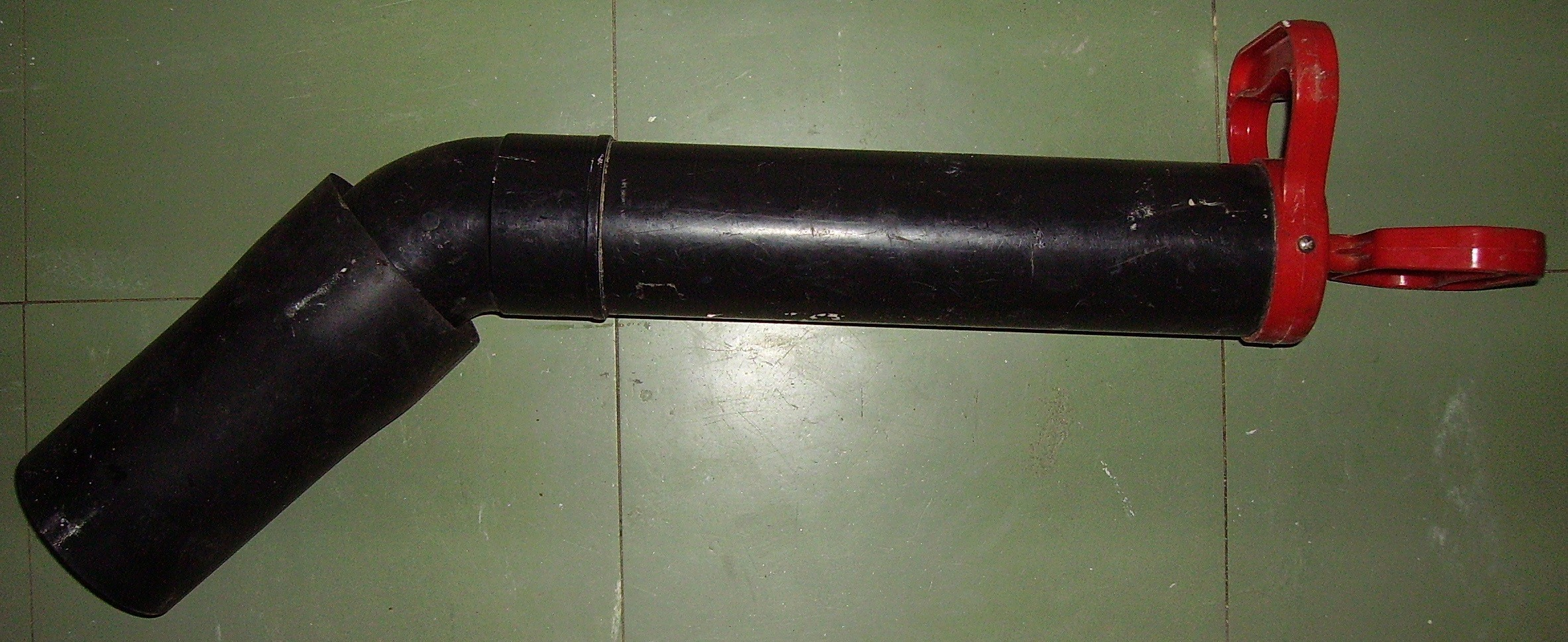
Déboucheur à pompe à air professionnel.

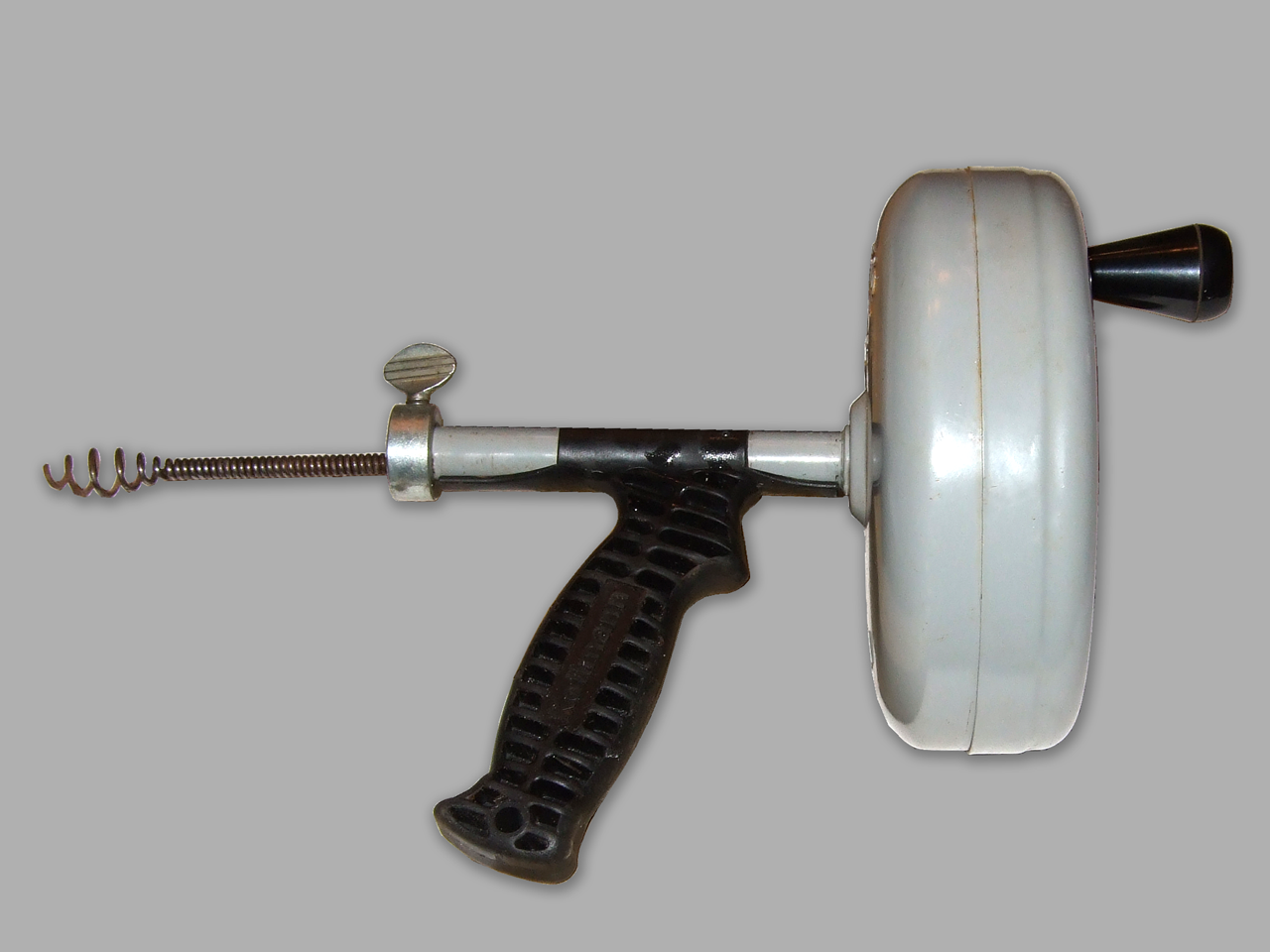
Furet (plomberie) avec enrouleur

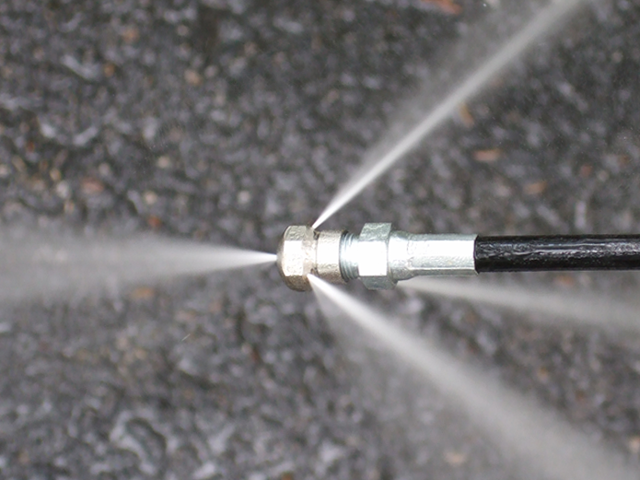
Dispositif à eau haute pression tournante

Action dans le tuyau du dispositif à eau haute pression tournant

Un déboucheur est un dispositif mécanique ou une matière conçus pour déboucher les lavabos, éviers et canalisations. La matière peut être chimique : acide, basique (« alcaline »), ou biologique, et conditionnée sous forme liquide ou solide.

## Dispositifs mécaniques
Il existe des dispositifs mécaniques, respectueux de l'environnement :
- démonter/nettoyer/remonter le siphon et le curer ;
- utiliser une ventouse ;
- un dispositif à air haute pression, sur le même principe que la ventouse.
- un furet (outil muni d'un foret), une sonde tire-bourre
- un dispositif à eau haute pression tournante.

## Déboucheurs chimiques
Les produits chimiques déboucheurs sont dangereux, pouvant provoquer de graves brûlures, et toxiques pour les organismes aquatiques.

### Déboucheurs basiques
Les déboucheurs basiques contiennent principalement de l'hydroxyde de sodium (soude caustique), certains contiennent de l'hydroxyde de potassium. Ils sont disponibles sous forme de liquide ou solide.
Les liquides peuvent contenir de l'hypochlorite de sodium (composant de l'eau de Javel) et de la soude (hydroxyde de sodium ou de potassium) en concentration pouvant atteindre 50 %. D'autres produits corrosifs sont des bicomposants, les deux parties sont mélangées lors du versement dans l'ouverture de la canalisation. Le mélange réagit, ce qui forme un gaz capturé par des tensioactifs, formant une mousse dense. Le but de ce moussage est d'adhérer à la paroi intérieure de la canalisation, afin de déloger une plus grande proportion de substances ayant provoqué son obstruction.
Les solides se présentent sous la forme de granulés d'hydroxyde de sodium ou de potassium, ce qui permet une concentration effective plus élevée. Certaines formules solides, brevetées, contiennent de plus des particules d'aluminium qui réagissent avec l'hydroxyde solide dans l'eau pour échauffer la solution caustique jusqu'à ébullition.
Les déboucheurs caustiques peuvent dissoudre les cheveux (qui contiennent des protéines) et les matières grasses dans les tuyaux, via une hydrolyse alcaline (en) d'amides et d'esters, respectivement :
RCONH2 (amides ou protéines) + HO− → NH3 + RCOO−
RCO2R’ (esters ou corps gras) + HO− → R'OH + RCOO−.

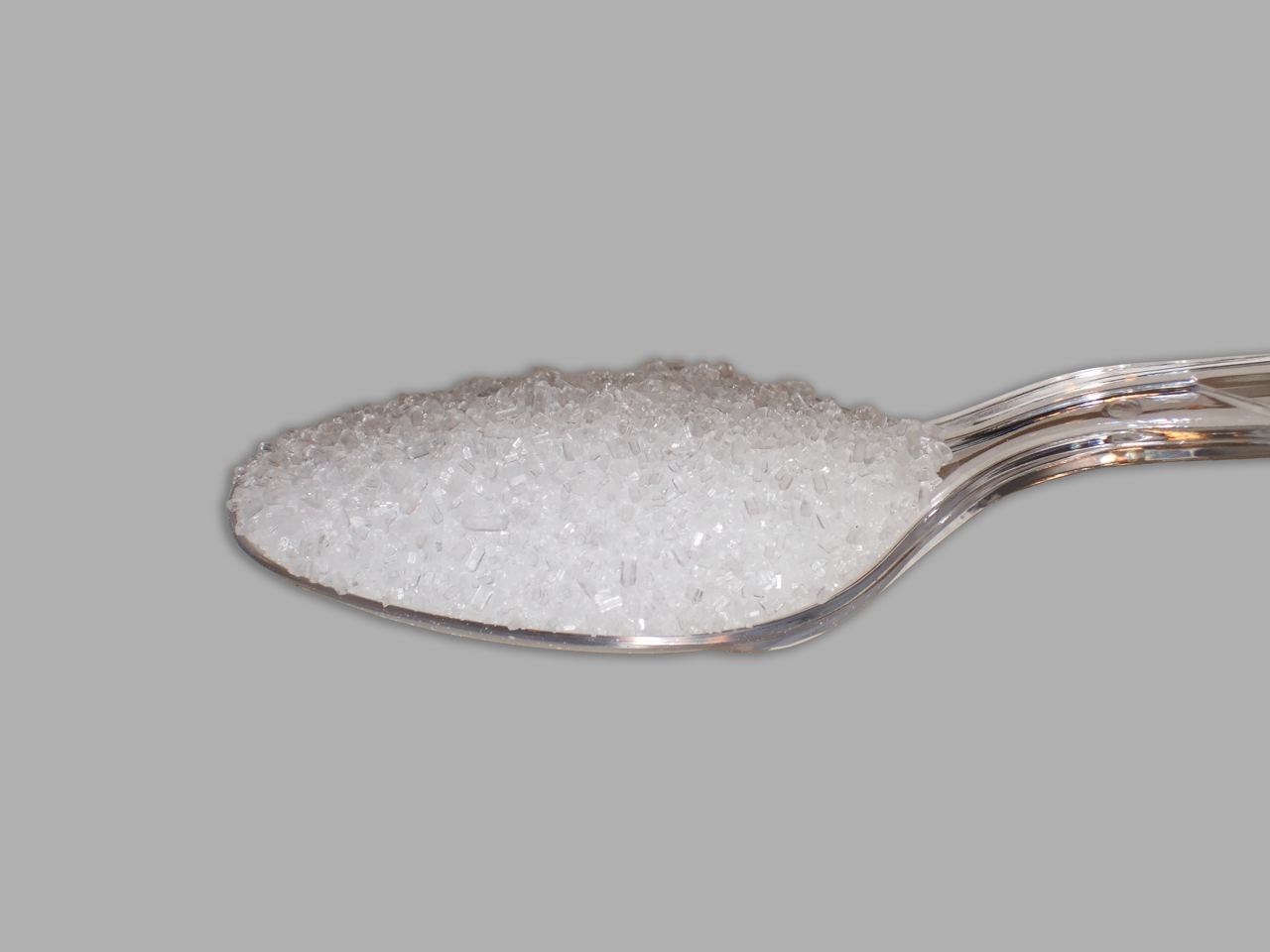
Déboucheur sous forme de granulés.
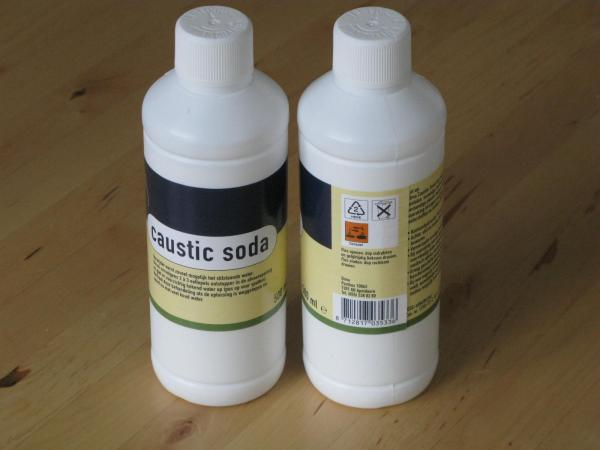
Soude caustique utilisée comme déboucheur.

### Déboucheurs acides
Les déboucheurs acides contiennent le plus souvent de l'acide sulfurique. Celui-ci peut dissoudre les protéines et les corps gras par hydrolyse, et le papier toilette par réaction de déshydratation.

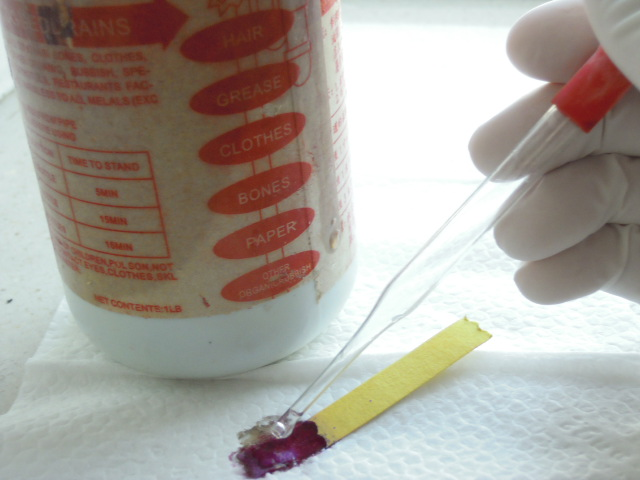
Déboucheur contenant du H_{2}SO_{4} concentré.

- Déboucheur contenant du H2SO4 concentré[1].

## Déboucheurs biologiques
Non corrosifs, les déboucheurs à base d'enzymes s'utilisent dans toutes les canalisations. En général, ils ne sont efficaces que si le bouchon laisse l'eau s'écouler. Leur temps d'action est plus long (au moins huit heures en traitement curatif ou en entretien préventif), comparé à la plupart des autres déboucheurs.
Les bactéries infestent la tuyauterie du système sanitaire et décomposent complètement ces déchets en dioxyde de carbone et en eau jusqu'à ce que le système soit propre. Dans un système d'évacuation, un tel nettoyant augmentera considérablement l'activité de décomposition biologique des particules solides et contribuera à éliminer les odeurs désagréables qui peuvent pénétrer par les systèmes, les toilettes et les daleaux.
Les déboucheurs biologiques sont généralement sans danger pour tous les types de canalisations, y compris le métal et le plastique, en raison de leur base biologique. Toutefois, une utilisation prolongée peut entraîner une légère détérioration de certaines pièces en plastique et en caoutchouc en raison de la formation d'acides organiques. En termes d'impact sur l'environnement, les nettoyants bactériens ont généralement un effet positif sur l'environnement car ils utilisent des processus biologiques pour décomposer les déchets en produits inoffensifs tels que le dioxyde de carbone et l'eau. Toutefois, dans de rares cas, ils peuvent entraîner une augmentation des concentrations de certains types de bactéries dans les eaux usées, ce qui peut perturber l'équilibre biologique. Ces cas concernent principalement les situations où les déboucheurs biologiques sont utilisés en quantités excessives. Pour activer les bactéries, il suffit généralement de préparer une solution liquide une fois par mois en ajoutant un paquet soluble à 10 litres d'eau douce chauffée à 35°C et de laisser reposer pendant 15 minutes (en la remuant de temps en temps). Des doses de 0,5 litre doivent être introduites dans les lavabos, les dalots, les douches, les égouts, les unités d'élimination des déchets alimentaires, etc.

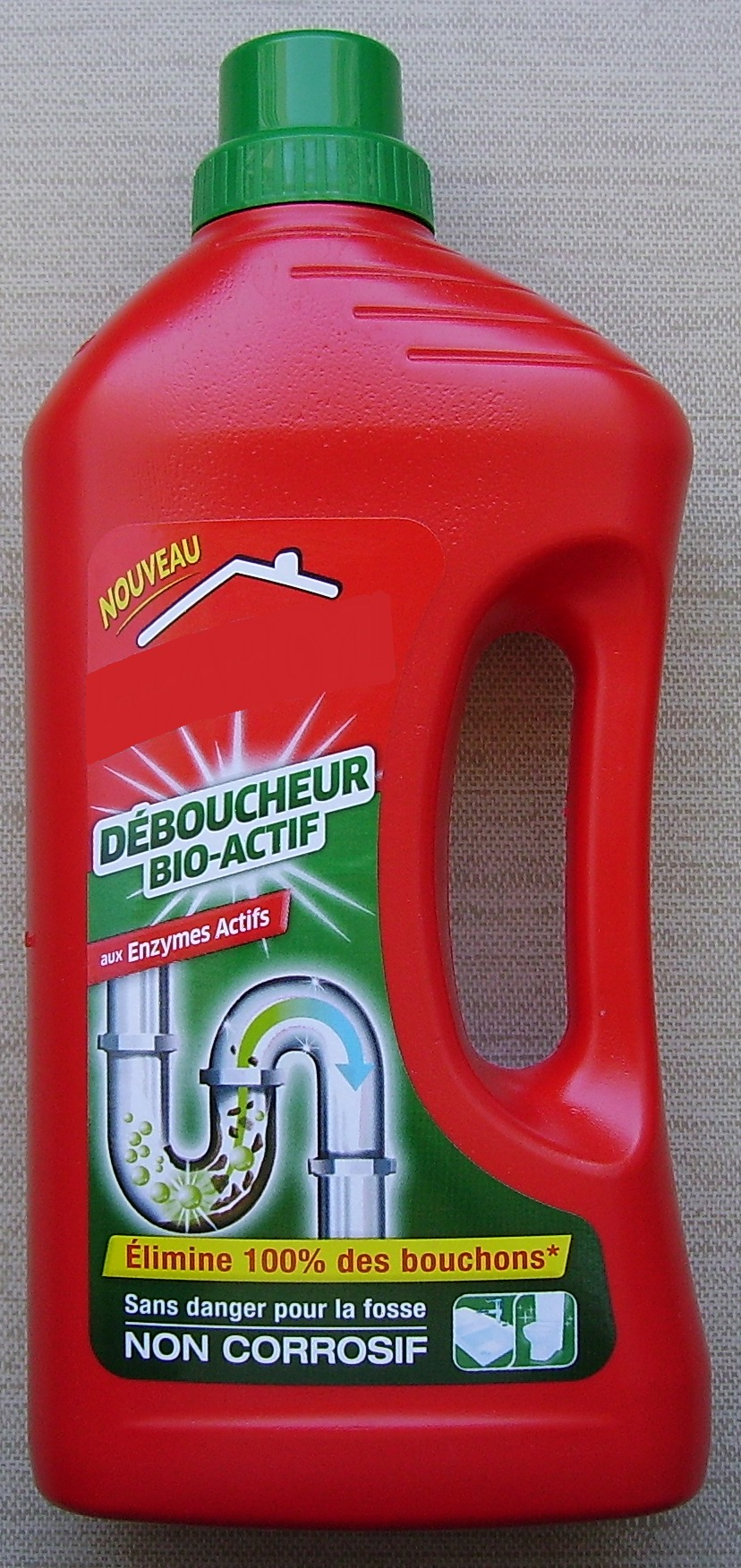
Déboucheur enzymatique.

## Autres
- Verser : de l'eau bouillante ou du vinaigre sur un mélange de sel de cuisine et de bicarbonate de soude.
- Du vinaigre seul.